# Psorijaza
Psorijaza je kronična upalna bolest kože.

## Općenito
Psorijaza je kronična bolest kože od koje pati ukupno 2-3% svjetske populacije, a u Republici Hrvatskoj se procjenjuje oko 68 000 oboljelih. Genetski je uvjetovana i jednako se često pojavljuje kod oba spola. Ujedno je i jedna od najčešćih kroničnih bolesti kože. Na temelju kliničke slike razlikujemo dva najčešće oblika psorijaze, pustuloznu i plak-psorijazu (lat. psoriasis vulgaris), koja je mnogo češća. U više od 90% bolesnika s plak psorijazom bolest ima kroničan tijek, dok približno 25-30% oboljelih ima umjereno težak do težak oblik psorijaze. To su bolesnici kod kojih je rizik za komorbiditete i smrt veći nego u općoj populaciji.
Nova otkrića i razumijevanje patogeneze dokazuju kako psorijaza nije samo bolest kože već i bolest čitavog tijela. Neliječena i neadekvatno liječena psorijaza predstavlja veliko psihičko opterećenje te povećava rizik od kardiovaskularnih bolesti i smrtnosti.
Napredak na području liječenja psorijaze omogućava povratak prvotnog izgleda kože i smanjuje rizik razvoja tzv. psorijatičnog marša koji uključuje oboljevanje od metaboličkog sindroma, kardiovaskularnih bolesti, depresije, a i smrti u bolesnika oboljelih od teških oblika psorijaze.
Zato je vrlo važno pravovremeno prepoznati psorijazu te bolesniku omogućiti odgovarajuće liječenje. Bolesnicima sa psorijazom su potrebne redovite kontrole kod liječnika specijaliste te pridržavanje terapije kako bi se postigao što bolji učinak liječenja.

## Uzroci

### Genetika
Psorijaza je uvjetovana genetksim čimbenicima. Devet genskih lokusa povezanih sa sklonosti ka psorijazi je identificirano, a postoje i drugi geni koji utječu na varijacije u pojavnosti bolesti. Mutacije tih specifičnih devet lokusa se mogu identificirati kod oboljelih. Zbog ove genske komponente, skolonost psorijazi je nasljediva.

### Način života
Pretilost, pušenje, česta konzumacija alkohola, stres i izloženost kože hladnim temperaturama su čimbenici koji psorijazu pogoršavaju.

## Oblici psorijaze
1. Plak psorijaza je najčešći oblik psorijaze. Pojavljuje se u obliku pojedinačnih crvenih područja koja su zadebljana te se na površini ljuskaju.
2. Kapljičasta psorijaza očituje se sitnim lezijama najčešće na trupu i rukama poglavito u djece i adolescenata. Okidač je najčešće upala grla uzrokovana β-hemolitičkim streptokokom, a promjene se pojavljuju 1-2 tjedna nakon upale. Bolest može kasnije napredovati u plak psorijazu.
3. Intertriginozna psorijaza zahvaća pazuhe, područje ispod grudi, prepona te perianalnu regiju. Toplina i vlažnost tih područja utječu na drukčiji izgled nego što je to plak psorijaza (nema ljusaka).
4. Pustulozna psorijaza se pojavljuje u obliku sterilnih žućkastih prištića na crvenoj upaljenoj podlozi.
5. Eritrodermična psorijaza je najteži oblik psorijaze. Radi se o raširenoj upali i ljuštenju kože cijelog tijela. Mogu je pratiti teški svrbež, suhoća, oticanje i bol. Nastaje pogoršanjem nestabilne plak psorijaze, ili nakon naglog prestanka sustavne kortikosteroidne terapije. Može dovesti do smrtnog ishoda jer koža gubi sposobnost regulacije tjelesne topline, te više ne predstavlja zapreku štetnim mikroorganizmima.
6. Psorijaza noktiju se događa u otprilike 40-45% posto onih koji imaju manifestacije bolesti na koži, te u 80-90% oboljelih od psorijatičnog artitisa.[4] Simptomi su: udubljenja na noktima, promjena boje nokta, zadebljanje kože ispod nokta, krvarenje ispod nokta, itd.[5]
7. Psorijaza usta je vrlo rijetka. Kada ima simptome, može se pojaviti kao bijeli ili sivi plak.[6] Raspuknuti jezik je najčešći znak koji se otkrije u osoba sa psorijazom usta.

## Psorijatični artritis
U otprilike 30% oboljelih od psorijaze, autoimuni procesi koji stoje iza kožnih promjena napreduju u upalno stanje koje zahvaća zglobove i vezivno tkivo koje ih okružuje. Najčešće su pogođeni prsti na rukama i nogama, no mogu biti zahvaćeni i kukovi, koljena, kralježnica te križno-zdjelični zglob.

## Dijagnoza
Težinu psorijaze procjenjujemo na temelju opsega zahvaćenosti kože i utjecaja na kvalitetu života bolesnika. 
Ovo je važan korak u odabiru prikladne i ispravne terapije za svakog bolesnika. Određivanje težine bolesti je također nužno kako bi se pratila učinkovitost liječenja. Postoji nekoliko indeksa kojima se definira stupanj bolesti a to su PASI (Psoriasis Area and Severity Index), BSA (Body Surface Area) i DLQI (Dermatological Quality of Life).
Ovisno o postotku zahvaćene površine tijela psorijazu dijelimo na:
• blagu - zahvaćeno je <10% površine tijela
• umjerenu - zahvaćeno je 10-20% površine tijela
• tešku - zahvaćeno je >20% površine tijela
Europski konsenzus je definirao blagu psorijazu s indeksom PASI≤10, BSA≤10 i DLQI≤10 dok srednje tešku i tešku psorijazu označava PASI ≥10, BSA≥10 i DLQI≥10. 

## Mogućnosti liječenja
Liječenje kronične plak psorijaze ovisi o težini bolesti. U liječenju blage psorijaze primjenjuju se različiti lokalni pripravci. Za srednje tešku psorijazu do tešku plak-psorijazu uz lokalne se pripravke primjenjuje fototerapija, sustavna terapija (PUVA-terapija, retinoidi, metotreksat, ciklosporin) te biološka terapija (infliksimab, etanercept, adalimumab, ustekinumab, sekukinumab).
Biološka terapija se uvodi u liječenje ako bolesnici sa srednje teškom do teškom plak-psorijazom nisu reagirali i/ili ne podnose i/ili imaju kontraindikacije na najmanje dva različita ranije primijenjena sustavna lijeka.

Lokalna terapija psorijaze
Bolesnici s manje od 5% zahvaćene površine tijela se liječe samo primjenom lokalne terapije. I oni bolesnici koji se već liječe ultraljubičastim svjetlom, sustavnom terapijom ili biološkim ljekovima također mogu kombinirati lokalnu terapiju prema uputstvu liječnika specijaliste. U ovu terapiju ubrajaju se glukokortikoidi za lokalnu primjenu, analozi vitamina D, tazaroten, takrolimus, pimekrolimus, salicilna kiselina, antralin, katrani, emolijensi. Svi navedeni pripravci mogu se kombinirati u različitim omjerima. Temelj lokalne terapije je nanošenje preparata koji sadržavaju 3-10% koncentraciju uree ili salicilne kiseline radi odstranjivanja ljusaka kako bi kasnije nanošenje terapije bilo učinkovitije.
Fototerapija
Fototerapija podrazumijeva liječenje umjetnim UVB-svjetlom valne duljine 311 nm. Primjenjuje se u liječenju plak-psorijaze i kapljičaste psorijaze. Može se kombinirati s lokalnim pripravcima te sustavnim lijekovima. 
Fotokemoterapija (PUVA) označuje primjenu fotosenzibilizirajuće tvari psoralena (P) i UVA-obasjavanja, a rabi se u liječenju srednje teške do teške plak-psorijaze. Kao fotosenzibilizatori se koriste 8-metoksipsoralen (koristi se u obliku tableta ili kupki) i 5-metoksipsoralen (kupke). Uputno je prije samog započinjanja terapija provjeriti krvnu sliku te obaviti ostale pretrage po procjeni liječnika. 
Sustavna terapija
Cilj sustavne terapije je poboljšanje promjena na koži i kvalitete života bolesnika. Zadovoljavajuće poboljšanje postiže se pri smanjenju promjena na koži od 75% u odnosu na početno stanje. 
Prije uvođenja terapije potrebno je napraviti nalaze krvne slike te ostale pretrage po procjeni liječnika. U sustavnu terapiju ubrajaju se metotreksat, retinoidi (acitretin), ciklosporin te ranije opisana PUVA terapija.
Retinoidi su kontraindicirani za upotrebu u žena fertilne dobi.
Odgovor na terapiju očekuje se 4-8 tjedana nakon početka liječenje. Uz redovite kontrole kod specijaliste dermatologa i praćenje laboratorijskih nalaza, sigurna je za liječenje.
Biološki lijekovi
Ovi lijekovi primjenjuju se u bolesnika sa srednje teškom do teškom kroničnom plak-psorijazom koji ne reagiraju i/ili ne podnose i/ili imaju kontraindikacije na najmanje dva različita ranije primijenjena lijeka. Visoko su učinkoviti i prikladni za dugotrajno liječenje zbog povoljnog sigurnosnog profila.
U RH je registrirano 5 različitih bioloških lijekova od kojih su tri inhibitori čimbenika nekroze tumora (adalimumab, etanercept i infliksimab), ustekinumab je inhibitor IL-12/23, a sekukinumab je inhibitor IL-17. 
Prije uvođenja lijekova potrebno je isključiti akutnu infekciju,infekciju HIV-om ili tuberkulozom te trudnoću. 
Infliksimab se primjenjuje u obliku intravenskih infuzija dok se ostali apliciraju subkutano u različitim intervalima ovisno o samom lijeku:
Enbrel – jednom do dva puta tjedno
Humira – svaka 2 tjedna
Sekukinumab – svaka 4 tjedna
Ustekinumab – svakih 12 tjedana. 
Psihosocijalna terapija
Primjenjuje se kao dopuna standardnim metodama liječenja psorijaze, a opravdana je i korisna za dugotrajni uspjeh u liječenju bolesti. Svrha edukacijskih programa je pomoći bolesniku da shvati značenje psorijaze te pružiti informaciju o dostupnim načinima liječenja. Osim teorijskog znanja o ovoj bolesti, u programu se raspravlja o suočavanju s anksioznosti, stresom, sramom, krivnjom i osjećajem manje vrijednosti, kao i provođenje relaksacijskih tehnika za smanjenje stresa. 
Prirodni činitelji u liječenju psorijaze
Naftalanoterapija se u RH primjenjuje u specijalnoj bolnici za medicinsku rehabilitaciju “Naftalan” u Ivanićgradu za liječenje blage do srednje teške psorijaze. Kupelji s naftalanom mogu se primjenjivati 1-2 puta na godinu tijekom 2-4 tjedana. Može se primjenjivati i u kombinaciji s UVB terapijom i helioterapijom. Heliomarinoterapija psorijaze provodi se tijekom toplih mjeseci u godini, kupanjem u moru i postupnim izlaganjem sunčevim zrakama uz primjenu emoliensa i blagih keratolitika.

## Prehrana
Nenadzirane studije su pokazale da riblje ulje bogato eikosapentaenoičnom i dokosaheksaenoičnom kiselinom može pomoći oboljelima od psorijaze. Izbjegavanje alkohola, crvenog mesa i mliječnih proizvoda se također preporuča. S obzirom na to da su oboljeli od psorijaze također skloniji oboljievanju od celijakije, preporučljiva je bezglutenska dijeta, te psorijaza može postati blažom kod populacije koja istovremeno boluje od celijakije.